# Detector de conductivitat tèrmica
El detector de conductivitat tèrmica o cataròmetre s'utilitza en cromatografia de gasos i és un dels primers utilitzats. Té una àmplia aplicació i el seu ús es basa en la diferència de conductivitat tèrmica del gas portador quan circula també anàlit. Aquest tipus de detector s'anomena també  catarómetro . El sensor d'un catarómetro consisteix en un element escalfat elèctricament (resistència). Aquesta resistència, per a una potència elèctrica constant, té una temperatura que depèn del gas circumdant. La resistència pot ser un fil fi de platí, or o tungstè, o un termistor semiconductor. La diferència bàsica entre els detectors de metall i el termistor semiconductor és que el segon té un coeficient de temperatura negatiu, en altres paraules, que la seva resistència disminueix a mesura que la temperatura augmenta.

## Funcionament

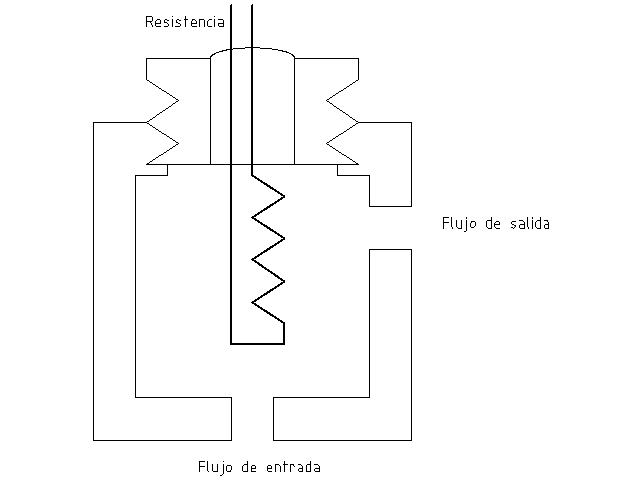
Esquema d'un sensor.

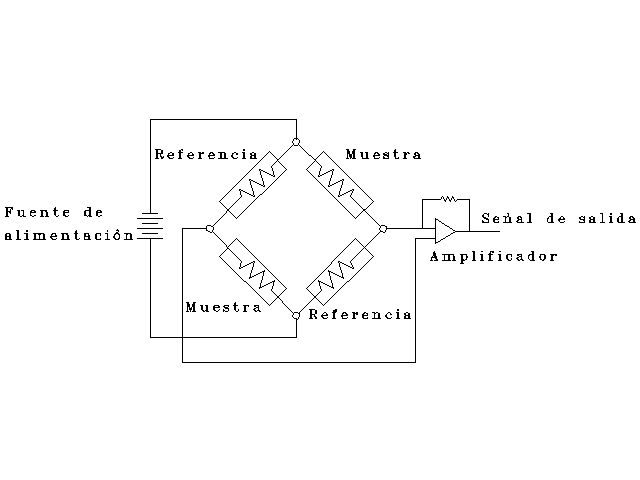
Diagrama elèctric del detector

Es fan servir dos parells d'elements o sensors, un d'ells en el flux d'efluent de la columna i l'altre en el corrent de gas prèvia a la cambra d'injecció de la mostra (gas net). En l'esquema elèctric es mostren com  mostra  i  referència , respectivament. Mitjançant aquest muntatge elèctric, s'aconsegueix compensar l'efecte dels canvis de pressió, cabal i potència elèctrica, mesurant-se únicament els canvis en la conductivitat del gas.
En l'actualitat (2005) s'utilitzen també els sensors de filament únic, els quals no tenen deriva en la línia base, s'equilibren ràpidament i són molt sensibles. El funcionament d'aquest sensor consisteix en una càmera de 5 µl que conté un petit filament. Sobre ell es fan passar alternativament el gas de referència i el de sortida de la columna, amb una freqüència de 10 Hz, obtenint un senyal elèctric de 10 Hz l'amplitud depèn de la diferència entre la conductivitat tèrmica del gas de referència i del gas de sortida. Un altre avantatge d'usar un senyal de 10 Hz és que d'aquesta manera s'elimina el soroll tèrmic del sistema.
Els gasos emprats com a portadors permeten distingir amb facilitat quan el gas porta anàlit, pel fet que les conductivitats de l'hidrogen i heli són de 6 a 10 vegades més grans que la majoria de compostos orgànics. Aquest efecte no es dona en altres gasos portadors com el nitrogen, per la qual cosa l'ús d'aquest detector està limitat a la utilització d'hidrogen o heli com a gas portador.
Avantatges d'aquest detector:
- Simplicitat.
- Ampli rang dinàmic lineal, 10  5  unitats.
- Resposta universal a compostos orgànics i inorgànics.
- Detector no destructiu.

Desavantatges:
- Sensibilitat relativament baixa, 10  -8  g de solut/ml de gas portador.
- Impossibilitat d'utilitzar-lo en columnes capil lars (cabal de sortida petit).

## Descripció[calcitació]
L'equip es compon de dos tubs paral·lels que contenen el gas de les bobines de calefacció. Els gasos són examinats comparant la velocitat de la pèrdua de calor de les bobines de calefacció al gas. Les bobines estan disposades dins d'un circuit de pont que té resistència als canvis a causa del desigual refredament que pot ser mesurat. Un canal conté normalment un gas de referència i la barreja que s'analitza passa a través de l'altre canal.1
El principi de funcionament es basa en la conductivitat tèrmica d'un gas, que és inversament proporcional amb el seu pes molecular. Ja que diversos dels components de les mescles de gas tenen massa generalment diversa és possible estimar les concentracions relativas.2 L'hidrogen té aproximadament sis parts de la conductivitat del nitrogen per exemple.
Els catarómetros s'utilitzen en medicina per a l'anàlisi del funcionament pulmonar i en la cromatografia de gasos. Els resultats són més lents d'obtenir comparat al de l'espectròmetre de massa, però el dispositiu és econòmic, i té bona exactitud quan de gasos es tracta, i quan el que interessa és únicament la proporció dels components.
A continuació es mostra una taula dels gasos més comuns; com es pot notar, el monòxid de carboni té una massa atòmica gairebé idèntica al nitrogen molecular; per tant, és pràcticament impossible distingir amb un catarómetro.
Nom del gas Composició química Massa (g / mol) 
Hidrogen H2 2,01586
Oxigen O2 31.998
Vapor d'aigua H2O 17.0069
Nitrogen N2 28.014
Diòxid de carboni CO2 44.009
Monòxid de carboni CO 28.010
Metà CH4 16.0426